# 白腊苗族乡
白腊苗族乡，是中华人民共和国四川省泸州市叙永县下辖的一个乡镇级行政单位。

## 行政区划
白腊苗族乡下辖以下地区：
落木河村、亮窗口村、荍田村、高峰村、新店村、回龙村和天堂村。